# Riqāʿ

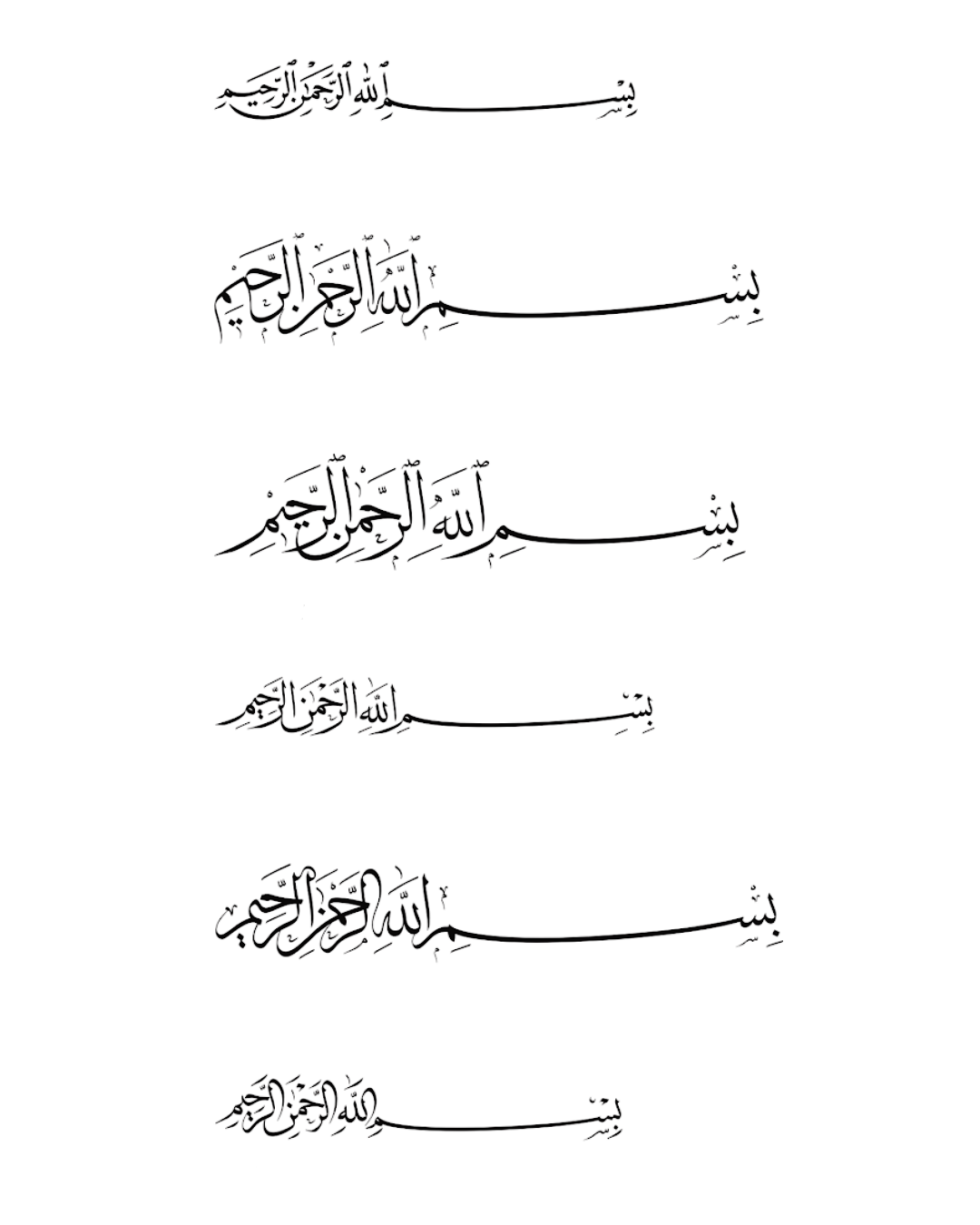
Exemple de Riqā

Le riqāʿ (en arabe : رِقَاع) est un des styles calligraphiques de l’écriture arabe dérivé du tawqiʿ.